# 龍 (短歌結社誌)
『龍』は、日本の短歌結社誌。
1932年（昭和7年）に岡山の平井弘志が創刊。

## 概要
1932年（昭和7年）に岡山の平井弘志が創刊、選を服部忠志が担当。翌年より、服部忠志が主宰。岡山県下の歌人の大方はここに集まった。
1946年より「龍」と改称。引き続き服部忠志が主宰。
1995年より服部は顧問となり、小見山輝が代表および編集・発行人。「蒼穹」の岡野直七郎や釈迢空の影響の大きい歌誌である。
小見山輝が没した2018年からは万葉学者で歌人でもある坂本信幸が代表をつとめる。